# Lego Star Wars : Amenințarea Padawanilor
Lego Star Wars : Amenințarea Padawanilor (engleză LEGO Star Wars: The Padawan Menace) este un film de televiziune bazat pe franciza Războiul stelelor, ce face parte din seria de filme Lego Star Wars. A avut premiera pe Cartoon Network pe 22 iulie 2011 și a fost realizat pe DVD și Blu-Ray pe 16 septembrie 2011. Ediția de pe Blu-Ray a venit cu o figurină exclusivă a lui Ian (un tânăr Han Solo).
Premiera în România a fost pe 10 octombrie 2011 pe Cartoon Network (în cadrul lui Cartoon Network Cinema).

## Premis
Ceea ce parea a fi o simpla excursie a celor din Academia Jedi se transforma intr-o aventura palpitanta si foarte amuzanta. Yoda, ales ghid, care tocmai ii conducea pe tineri prin camerele Senatului, simte ca ceva nu e in regula cu Forta. 
Grabit sa salveze Republica, nici nu observa ca unul dintre tineri s-a imbarcat pe nava lui in cautarea aventurii. Intre timp, C-3PO si R2-D2 sunt nevoiti sa aiba grija de grupul de tineri, dar sunt foarte repede depasiti de situatie. Pe cand fortele malefice se pregatesc sa-i ia pe toti cu asalt, Yoda si ajutoarele lui sunt singurii care ii pot salva pe tineri.

## Legături externe
- Lego Star Wars : Amenințarea Padawanilor la Internet Movie Database